# Њу Хеброн (Мисисипи)
Њу Хеброн (енгл. New Hebron) град је у америчкој савезној држави Мисисипи.

## Демографија
По попису из 2010. године број становника је 447, што је 0 (0,0%) становника више него 2000. године.
| Група             | 2000.       | 2010.       |
| Белци             | 414 (92,6%) | 398 (89,0%) |
| Афроамериканци    | 25 (5,6%)   | 35 (7,8%)   |
| Азијати           | 0 (0,0%)    | 1 (0,2%)    |
| Хиспаноамериканци | 6 (1,3%)    | 7 (1,6%)    |
| Укупно            | 447         | 447         |